# Chocolate and Cheese
Chocolate and Cheese è il quarto album in studio del gruppo musicale statunitense Ween, pubblicato nel 1994.

## Tracce
1. Take Me Away – 3:01
2. Spinal Meningitis (Got Me Down) – 2:53
3. Freedom of '76 – 2:51
4. I Can't Put My Finger on It – 2:48
5. A Tear for Eddie (instrumental) – 4:50
6. Roses Are Free – 4:35
7. Baby Bitch – 3:04
8. Mister, Would You Please Help My Pony? – 2:55
9. Drifter in the Dark – 2:32
10. Voodoo Lady – 3:48
11. Joppa Road – 3:03
12. Candi – 4:03
13. Buenas Tardes Amigo – 7:07
14. The HIV Song – 2:10
15. What Deaner Was Talkin' About – 2:00
16. Don't Shit Where You Eat – 3:20

## Formazione
- Gene Ween – voce
- Dean Ween – chitarra, voce, batteria
- Claude Coleman Jr. – batteria